# Gotvendia
Gotvendia is een geslacht van rechtvleugeligen uit de familie Mogoplistidae. De wetenschappelijke naam van dit geslacht is voor het eerst geldig gepubliceerd in 1927 door Bolívar.

## Soorten
Het geslacht Gotvendia omvat de volgende soorten:
- Gotvendia albipennis Chopard, 1969
- Gotvendia dispar Bolívar, 1927
- Gotvendia erawan Ingrisch, 2006